# Tesluhiv, Radîvîliv
Tesluhiv (în ucraineană Теслугів) este localitatea de reședință a comunei Tesluhiv din raionul Radîvîliv, regiunea Rivne, Ucraina.

## Demografie
Componența lingvistică a localității Tesluhiv
     Ucraineană (99,05%)
     Alte limbi (0,95%)
Conform recensământului din 2001, majoritatea populației localității Tesluhiv era vorbitoare de ucraineană (99,05%), existând în minoritate și vorbitori de alte limbi.